# Édouard Fachleitner
Édouard Fachleitner (24 de fevereiro de 1921 – 18 de julho de 2008) foi um ex-ciclista profissional francês. Era um cidadão italiano até 23 de junho de 1939. Fachleitner era um profissional entre 1943 e 1952.